# Abraham Govaerts

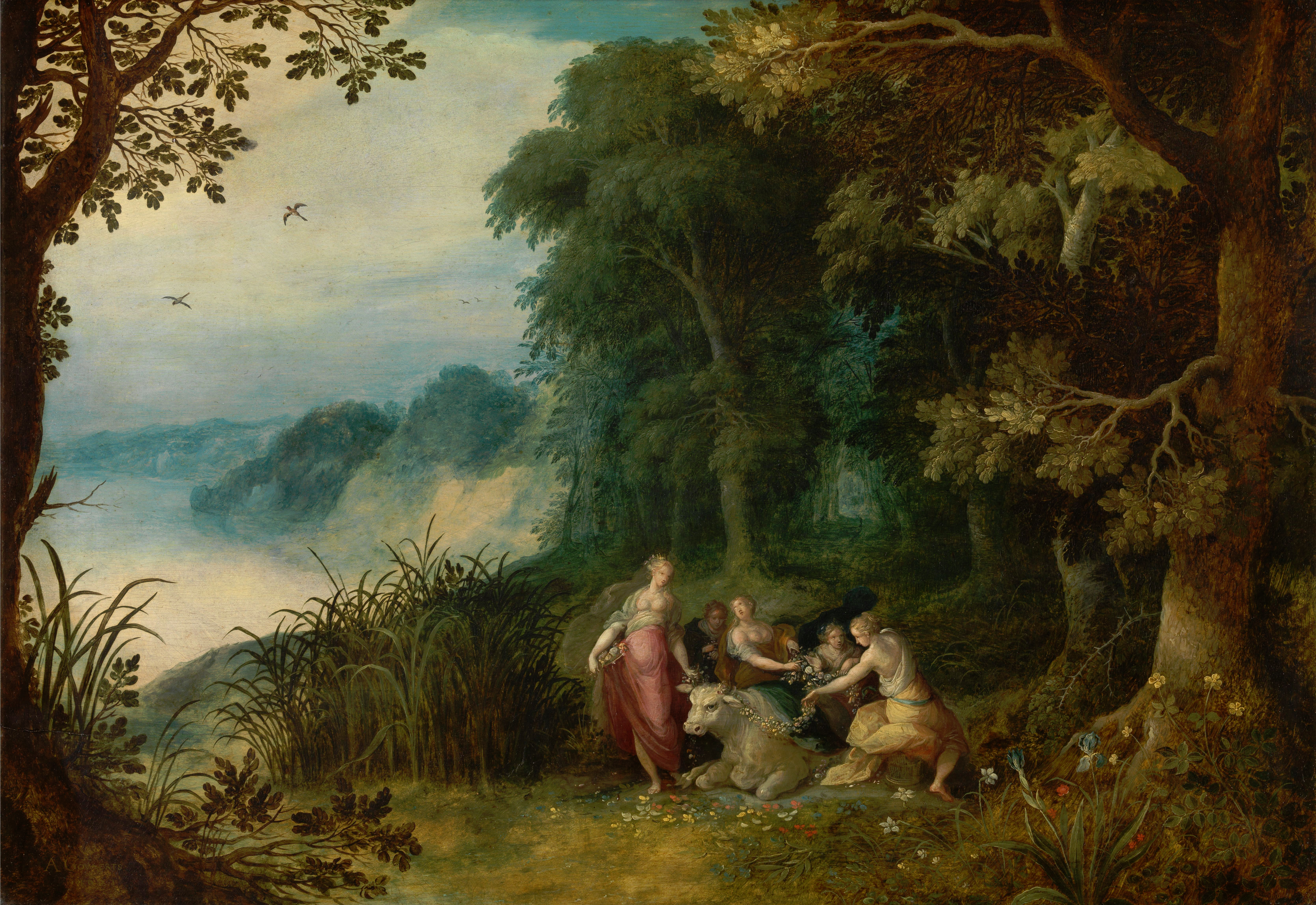
Abraham Govaerts y Frans Francken II, El rapto de Europa, óleo sobre tela, 54,5 x 86,5 cm, Amberes, Koninklijk Museum voor Schone Kunsten Antwerpen.

Abraham Govaerts (Amberes, 1589-1626), fue un pintor barroco flamenco especializado en la pintura de paisajes boscosos. 
Bautizado en Amberes el 30 de agosto de 1589, en 1607 se inscribió como maestro en el gremio de San Lucas del que en 1623 fue elegido decano. Casado con Isabella Giellis (fallecida solo unos días después que él), fue padre de dos hijas: Isabella y Suzanna. Tuvo como discípulo al también paisajista Alexander Keirincx.
Influido por Jan Brueghel el Viejo, sus primeros paisajes, extremadamente detallados, mantienen el esquema tradicional de los tres colores escalonados –tierra, verde y azul- que irá sustituyendo al modo de Gillis van Coninxloo por un tono general predominantemente azul verdoso en el que se integran armoniosamente las hileras de árboles dispuestas en profundidad. Sus paisajes incorporan con frecuencia pequeñas figuras que en sus últimos años componen escenas bíblicas o mitológicas, a menudo pintadas por otros artistas como Frans Francken II o Hieronymus Francken II.